# Ан Дэ Хён
Ан Дэ Хён (кор. 안대현?, 安大鉉?; род. 28 октября 1962) — южнокорейский борец греко-римского стиля, призёр Олимпийских и Азиатских игр.

## Биография
Родился в 1962 году. В 1986 году стал серебряным призёром Азиатских игр. В 1988 году завоевал бронзовую медаль Олимпийских игр в Сеуле.